# Сан-Мікеле-алл-Адідже
Сан-Мікеле-алл-Адідже (італ. San Michele all'Adige) — муніципалітет в Італії, у регіоні Трентіно-Альто-Адідже,  провінція Тренто.
Сан-Мікеле-алл-Адідже розташований на відстані близько 500 км на північ від Рима, 15 км на північ від Тренто.
Населення — 3039 осіб (2014).

## Демографія
Населення за роками:

Станом на 1 січня 2023 року в муніципалітеті офіційно проживало 525 іноземців з 44 країн, серед них 146 громадян країн Євросоюзу та 21 громадянин України.

## Сусідні муніципалітети
- Фаедо
- Джово
- Лавіс
- Меццокорона
- Меццоломбардо
- Наве-Сан-Рокко